# Yuya Horihata
Yuya Horihata (Japans: 堀畑 裕也, Horihata Yūya) (Nagoya, 30 juli 1990) is een Japanse zwemmer.

## Carrière
Bij zijn internationale debuut, op de wereldkampioenschappen zwemmen 2009 in Rome, werd Horihata uitgeschakeld in de series van de 400 meter wisselslag.
Tijdens de Pan Pacific kampioenschappen zwemmen 2010 in Irvine eindigde de Japanner als vierde op de 400 meter wisselslag en als negende op de 200 meter wisselslag, op de 200 meter vlinderslag strandde hij in de series. Op de Aziatische Spelen 2010 in Kanton veroverde Horihata de gouden medaille op de 400 meter wisselslag en de bronzen medaille op de 200 meter wisselslag.
In Shanghai nam de Japanner deel aan de wereldkampioenschappen zwemmen 2011. Op dit toernooi sleepte hij de bronzen medaille in de wacht op de 400 meter wisselslag, op de 200 meter wisselslag eindigde hij op de achtste plaats.

## Internationale toernooien
| Jaar | Olympische Spelen                                  | WK langebaan                         | WK kortebaan  | PanPacs                                                      | Aziatische Spelen                 |
| ---- | -------------------------------------------------- | ------------------------------------ | ------------- | ------------------------------------------------------------ | --------------------------------- |
| 2009 |                                                    | 9e 400m wisselslag                   |               |                                                              |                                   |
| 2010 |                                                    |                                      | geen deelname | serie 200m vlinderslag 9e 200m wisselslag 4e 400m wisselslag | 200m wisselslag · 400m wisselslag |
| 2011 |                                                    | 8e 200m wisselslag · 400m wisselslag |               |                                                              |                                   |
| 2012 | 6e 400 meter wisselslag 9e 4x 200 meter vrije slag |                                      |               |                                                              |                                   |

## Persoonlijke records
Bijgewerkt tot en met 31 juli 2011

### Kortebaan
| Afstand         | Tijd    | Datum            | Plaats |
| --------------- | ------- | ---------------- | ------ |
| 200m wisselslag | 1.58,08 | 22 februari 2009 | Tokio  |
| 400m wisselslag | 4.16,38 | 21 februari 2009 | Tokio  |

### Langebaan
| Afstand         | Tijd    | Datum        | Plaats   |
| --------------- | ------- | ------------ | -------- |
| 200m wisselslag | 1.59,25 | 27 juli 2011 | Shanghai |
| 400m wisselslag | 4.11,98 | 31 juli 2011 | Shanghai |